# 亚美尼亚LGBT权益
女同性恋，男同性恋，双性恋和跨性别（LGBT）权益，在亚美尼亚的法律和社会领域中都没有保障。
自2003年起，同性性行为在亚美尼亚合法。然而，即使它已被非刑事化，当地的女同性恋，男同性恋，双性恋和跨性别（LGBT）公民的境遇并没有大的变化。大多数亚美尼亚LGBT人士害怕被他们的朋友、家庭和社会抛弃，因而隐瞒自己的性取向或性别认同。最近亚美尼亚LGBT社区和社会媒体有了更好的联系，尽管由于国家的保守文化大多数人仍因恐惧而选择匿名。
同性恋在亚美尼亚社会的许多地方仍然是禁忌话题。在2012年的一项研究中，55％的亚美尼亚人表示，如果朋友和亲戚中出现同性恋，他们将与他断绝关系。此外，这项研究发现70％的亚美尼亚人认为LGBT人群是“奇怪的”。此外，对于人权经常受到侵犯的男女同性恋，双性恋和跨性别，也没有法律保护。亚美尼亚在49个欧洲国家的LGBT权利中排名第47位，俄罗斯和邻国阿塞拜疆分别位列第48位和第49位。亚美尼亚人年轻一代仍然对LGBT问题很无知，可能归因于家庭文化使年轻人都住在家里，直到达到许多人的首要目标——异性恋婚姻。
许多LGBT人士害怕在工作场所或家庭中的暴力，因此很难提出侵犯人权或刑事犯罪的投诉。

## 概况
| 同性性行为合法                                       | （自2003年）                                  |
| 同意年龄平等                                         | （自2003年）                                  |
| 同性恋和双性恋的反就业歧视法律                       | 否                                            |
| 同性恋和双性恋的提供商品和服务的反歧视法律           | 否                                            |
| 在所有其他领域的反歧视法律（包括间接歧视，仇恨言论） | 否                                            |
| 同性婚姻                                             | /（自2015年法律禁止，自2017承认国外同性婚姻） |
| 同性伴侣关系                                         | 否                                            |
| 同性伴侣收养继子女                                   | 否                                            |
| 同性伴侣联合收养                                     | 否                                            |
| 同性恋军人允许公开服役                               | （自2004年）                                  |
| 有权改变法律性别                                     | 否                                            |
| 女同性恋试管婴儿                                     | 否                                            |
| 男同性恋情侣商业代孕                                 | 否                                            |
| 男男性接触人群（MSM）允许献血                        | 否                                            |